# MaetanGwonseon (métro de Séoul)
MaetanGwonseon (hangeul : 매탄권선 ; hanja : 梅灘勸善) est une station de passage de la ligne Suin–Bundang du métro de Séoul. Elle est située au 841 Gwonseon-ro, quartier Maetan-dong en limite du quartier Gwonseon-dong, dans l'arrondissement Yeongtong-gu de la ville Suwon-si, sur le territoire de la province Gyeonggi-do, au sud-est de Séoul, en Corée du Sud.
Ouverte en 2013, la station est desservie par les rames omnibus qui circulent sur la ligne Suin–Bundang.

## Situation sur le réseau

Plan du réseau (2023)

Établie en souterrain, la station MaetanGwonseon est une station de passage de la ligne Suin–Bundang du métro de Séoul. : elle est située entre la station Mangpo, en direction du terminus nord Cheongnyangni, et la station Suwon City Hall en direction du terminus ouest Incheon.

## Histoire
La station MaetanGwonseon est mise en service le 30 novembre 2013, lors de ouverture à l'exploitation du prolongement, de la ligne Budang, de Mangpo à Suwon.
Elle est incluse dans la ligne Suin–Bundang, le 12 septembre 2020, lors de la création de cette nouvelle ligne par la fusion de la ligne Bundang et de la ligne Suin, reliées par un nouveau tronçon complété par l'utilisation en commun d'un tronçon de la ligne 4 du métro de Séoul.